# Questione di gusti
Questione di gusti è un cortometraggio del 2009 diretto da Pappi Corsicato e prodotto da Pasta Garofalo.